# Parco provinciale di Montovolo-Vigese
Il parco provinciale di Montovolo-Vigese è un parco di 34 ettari che si trova in località Montovolo, nel territorio comunale di Grizzana Morandi, nella città metropolitana di Bologna.
Prende il nome dal rilievo del monte Vigese (1115 m s.l.m.) e dal Montovolo (962 m s.l.m.), sulle cui pendici si sviluppa, e affaccia sulle valli del Limentra di Treppio e del fiume Reno.
Il parco è stato istituito nel 1972 per tutelare un'area particolare sia geologicamente che dal punto di vista storico-culturale.
Il parco si sviluppa sull'Appennino bolognese e nella stessa zona insiste il SIC "Monte Vigese" (codice IT4050013) e l'oasi di Montovolo in gestione al WWF Italia per la protezione della fauna selvatica, tutelata anche da un Progetto LIFE.
Al suo interno si trovano il Santuario della Beata Vergine della Consolazione di Montovolo e l'oratorio di Santa Caterina di Alessandria, con affreschi d'epoca risalenti al XII secolo.